# Forum Geometricorum
Forum Geometricorum war eine online verfügbare wissenschaftliche Fachzeitschrift auf dem Gebiet der klassischen euklidischen Geometrie. Sie wurde von 2001 bis 2019 vom Department of Mathematical Sciences der Florida Atlantic University in Boca Raton im US-Bundesstaat Florida publiziert.
Forum Geometricorum ist kostenlos und ohne weitere Registrierung über die Website (siehe Weblinks) verfügbar. Die Autoren kommen aus der ganzen Welt, die Zeitschrift erscheint jedoch ausschließlich in englischer Sprache. Beiträge müssen Aspekte der euklidischen Geometrie zum Gegenstand haben, sie werden nach dem Verfahren des Peer-Review begutachtet und ggf. für die Publikation ausgewählt. Anschließend werden sie im PostScript- und im Portable Document Format (PDF) auf der Website veröffentlicht.
Obwohl Forum Geometricorum eine wissenschaftliche Zeitschrift ist, richtet sie sich ebenso an interessierte Laien wie auch an Schüler und Lehrer höherer Schulen.
Nach dem Ausscheiden des Gründers und Chefredakteurs Paul Yiu wurden seit August 2020 keine neuen Manuskripte mehr angenommen. Frühere Ausgaben sind jedoch noch verfügbar.